# Nieuwebrug (Hollande-Septentrionale)
Pour les articles homonymes, voir Nieuwebrug.
Nieuwebrug, également Nieuwe Brug, est un village de la commune néerlandaise de Haarlemmermeer, dans la province de la Hollande-Septentrionale. Le 1er janvier 2008, le village comptait 325 habitants.